# Tanner (Adelsgeschlecht)

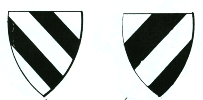
Wappen der Tanner nach Siebmachers Wappenbuch

Die Tanner bzw. die Herren von Tann sind ein salzburgisches Adelsgeschlecht, das zwischen dem 10. und dem 14. Jahrhundert im Erzbistum Salzburg nachweisbar waren. Die Tanner waren bis zu ihrem Untergang in Vertretung (Afterlehen) der Herzöge von Bayern Erbkämmerer des Erzbistums Salzburg.
Der erste dieser Familie scheint ein Rambertus de Tanna gewesen zu sein, der zwischen 1060 und 1070 in diversen Urkunden aufscheint und aus Muntigl bei Bergheim stammte. Dieser Tanner war ein Ministeriale der Erzbischöfe von Salzburg und hatte die Aufgabe, das Gebiet um den Wallersee für das Hochstift Salzburg zu erwerben. Ein Ekkehard Tanner (ca. * 1225, † 1304) urkundet zwischen 1245 und 1285. Seine beiden Söhne Conrad und Ekkard von Tann begründen zwei familiäre Linien:
Conrad ist zwischen 1270 und 1326 nachweisbar. Er war mit einer Gräfin von Ortenburg vermählt und begründete die Linie Wartenfels, benannt nach der Burg in der Nähe von Thalgau. Diese Burg hat er zusammen mit seinem Schwiegersohn Konrad zu Kalham erbaut, wobei letzterer sich dann Konrad von Wartenfels nannte. Die Burg erscheint ab 1267 in Urkunden und wurde aber bereits 1301 von einem anderen Konrad von Kalham mit den dazugehörigen Gütern an den Salzburger Erzbischof Konrad IV. verkauft.
Der andere Bruder Ekkard von Tann ist auf Altentann und Schloss Ibm nachweisbar. Seine Söhne Niklas und Eckard teilten sich 1331 die väterliche Verlassenschaft, und ersterer erhielt das Amt Lichtentann, der zweitere das Amt Altenthann. Beide besaßen übten die hohe Gerichtsbarkeit aus. Nach dem Tode Eckharts XI. (des Sohnes Niklas von Tann) zog Erzbischof Ortolf von Weißeneck 1302 die Burg Lichtentann, das Gericht Köstendorf und einen Großteil der Tanner Besitzungen als heimgefallene Lehen ein.
1358 beginnt die „Tanner Fehde“, in der zwanzig Salzburger und bayerischen Adelige den Tanner Eckhart XII. im Kampf gegen Erzbischof Ortolf unterstützten. Diese Fehde war darin begründet, dass der Salzburger Adel den Übergang der Lehenshoheit von den Bayerischen Herzögen auf den Salzburger Erzbischof und den damit verbundenen Verlust der Vogteirechte (Gerichtsbarkeit) nicht hinnehmen wollte. Trotz verschiedener Friedensschlüsse kam es zu keinem Ende der kriegerischen Auseinandersetzungen. Die Fehde endete vorerst damit, dass Eckhart XII. die Burg Lichtentann an den Erzbischof abtreten und sich auf die Feste Ibm, die er 1379 als bayerisches Lehen erhalten hatte, zurückziehen musste. Bereits 1391 war Altentann an den Erzbischof von Salzburg gefallen. Erst mit dem Aussterben der Tanner 1398 wurde der Krieg beendet.
Mit dem Salzburger Domherrn Eckhard XIV. von Tann erlosch 1398 das Geschlecht der Herren von Tann.